# Baccharis pseudoneaei
Baccharis pseudoneaei là một loài thực vật có hoa trong họ Cúc. Loài này được mô tả khoa học đầu tiên năm 1990.